# Бачинские озёра
Бачинские озёра (хорв. Baćinska jezera) — озёрная система в Хорватии близ побережья Адриатического моря. Расположены в нескольких километрах к северу от портового города Плоче. Имеют крипто-депрессионное происхождение, глубочайшая точка Бачинских озёр находится в 27 метрах ниже уровня моря. Благодаря живописным пейзажам на берегах привлекают большое число туристов. Территория озёр принадлежит жупании Дубровник-Неретва.
Общая площадь системы озёр — 1,9 км², высота над уровнем моря — 5 метров, наибольшая глубина — 32 метра.
Всего система Бачинских озёр состоит из семи озёр, которые носят названия: Очуша, Црнишево, Подгора, Сладинац, Врбник, Шипак и Плитко. Шесть из них сообщаются друг с другом, озеро Врбник не имеет сообщения с остальными. Самую большую площадь имеет озеро Очуша, а глубочайшая точка находится в озере Црнишево. Берега озёр имеют сильно изрезанную форму. Поскольку морской залив находится в непосредственной близости от Бачинских озёр, они сообщаются с морем через карстовые пустоты и пробурённый тоннель, поэтому вода в них слегка солоноватая. Благодаря этому в озёрах обитают как пресноводные виды рыб, так и морская кефаль